# توم هيثكوت
توم هيثكوت (بالإنجليزية: Tom Heathcote)‏ هو لاعب اتحاد الرغبي بريطاني، ولد في 11 فبراير 1992 في إنفرنيس في المملكة المتحدة.

## وصلات خارجية
- توم هيثكوت على موقع دوري الرغبي الممتاز (الإنجليزية)
- توم هيثكوت عل موقع إسبنسكروم (الإنجليزية)
- توم هيثكوت على موقع ItsRugby.co.uk (الإنجليزية)